# Przedstawiciele dyplomatyczni Polski w Albanii
Pierwszym polskim przedstawicielem dyplomatycznym, akredytowanym w Albanii był Władysław Günther-Schwarzburg, poseł polski w Atenach, który w 1937 uzyskał także akredytację na obszar Albanii. Günther-Schwarzburg reprezentował Polskę w 1938 na ślubie władcy Albanii Zoga I z ks. Geraldine Apponyi. Do 1939 nie doszło do utworzenia w Tiranie stałej polskiej misji dyplomatycznej.
Ponowne nawiązanie stosunków dyplomatycznych między Polską a Albanią nastąpiło 6 listopada 1945, w lipcu 1954 podniesiono rangę przedstawicielstw do poziomu ambasad. Do 1949 stronę polską reprezentował ambasador polski w Belgradzie, akredytowany także w Tiranie. W 1949 w Tiranie pojawił się pierwszy polski przedstawiciel dyplomatyczny – Bolesław Jeleń.
W lutym 1966 rząd Polskiej Rzeczypospolitej Ludowej uznał działalność ówczesnego ambasadora Ludowej Republiki Albanii Koço Priftiego za niezgodną z przyjętymi normami i zwyczajami międzynarodowymi, co spowodowało uznanie go za persona non grata. W ramach retorsji strona albańska wydaliła ówczesnego ambasadora w Tiranie – Stanisława Rogulskiego. Incydent ten spowodował pogorszenie stosunków polsko-albańskich i czasowe odwołanie ambasadorów, a w konsekwencji obniżenie rangi wzajemnych stosunków, trwające aż do 1990. Polska ambasada mieści się obecnie w oddzielnym budynku w Tiranie (większość ambasad zajmuje zamknięty kwartał miasta), w budynku przy Rruga e Durrësit 123.

## Wykaz polskich ambasadorów w Albanii
- 1949–1952 – Bolesław Jeleń (chargé d’affaires)
- 1952–1954 – Aleksander Skrzynia (chargé d’affaires)
- 1954–1956 – Edward Pietkiewicz
- 1956–1961/64 – Stefan Przeniosło
- 1969/61–1964 – Zbigniew Miron (chargé d’affaires)[2]
- 1964–1966 – Stanisław Rogulski
- 1966–1967 – Tadeusz Grodecki (chargé d’affaires)
- 1967–1971 – Piotr Głowacki (chargé d’affaires)
- 1971–1976 – Aleksander Dzienisiuk (chargé d’affaires)
- 1976–1979 – Jan Gajda (chargé d’affaires)
- 1979–1983 – Tadeusz Hankiewicz (chargé d’affaires)
- 1983–1987 – Jan Siuchniński (chargé d’affaires)
- 1987–1990 – Władysław Ciastoń
- 1990–1991 – Stefan Słomka (chargé d’affaires)[2]
- 1991–1994 – Jerzy Zawalonka (chargé d’affaires)
- 1994–1997 – Mirosław Pałasz
- 1997–1999 – Artur Tomaszewski (chargé d’affaires)
- 1999–2002 – Andrzej Chodakowski
- 2002–2008 – Artur Tomaszewski
- 2008–2012 – Irena Tatarzyńska
- 2012–2016 – Marek Jeziorski
- 2016–2021 – Karol Bachura
- 2021–2024 – Monika Zuchniak-Pazdan
- od 2025 – Wojciech Unolt (chargé d’affaires)